# Дешоффур де Буадюваль, Жан Батист Альфонс
Жан-Батист Альфонс Дешоффур де Буадюваль (фр. Jean-Baptiste Alphonse Dechauffour de Boisduval, 17 июня 1799, Тишвилль — 30 декабря 1879, Париж) — французский энтомолог и ботаник.
Врач и хранитель энтомологического кабинета графа Дежана, принадлежит к числу выдающихся лепидоптерологов. Был президентом Энтомологического общества Франции.
Из сочинений его наиболее известны:
- «Iconographie et histoire naturelle des Coléoptères d’Europe» (вместе с Дежаном; 5 томов с 265 табл., Париж, 1829—1840);
- «Genera et Index methodicus europaeorum Lepidopterorum» (Париж, 1840);
- «Collection iconographique et historique des chenilles d’Europe» (Париж, 1844, вместе с Рамбюром и Грасленом);
- «Icones historiques des Lépidoptères d’Europe nouveaux ou peu connus» (Париж, 1832—1843);
- «Lépidoptères de Madagascar» («Nouv. Ann. du Muséum d’hist. natur»., 1833, т. II);
- «Lépidoptères d’Odessa et du Caucase» («Ann. Soc. entom. Fr.», 1848, т. VI);
- «Faune entomologique de Madagascar, Bourbon et Maurice» (Париж, 1833)